# Euselasia eupepla
Euselasia eupepla är en fjärilsart som beskrevs av Frederick DuCane Godman och Osbert Salvin 1885. Euselasia eupepla ingår i släktet Euselasia och familjen Riodinidae. Inga underarter finns listade i Catalogue of Life.